# Inoue Yoshika

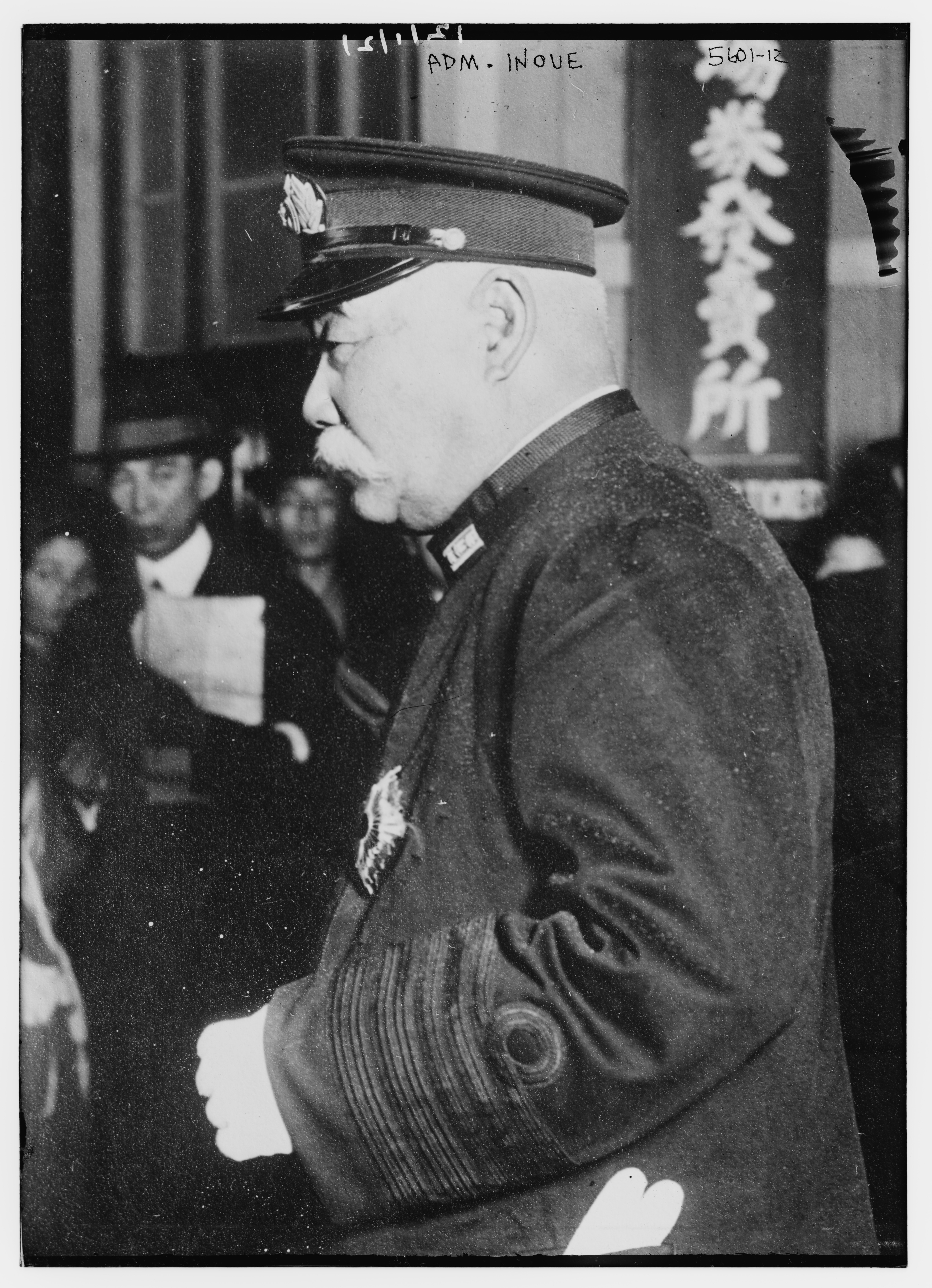
Vizconde Almirante Mariscal Inoue Yoshika, 1900.

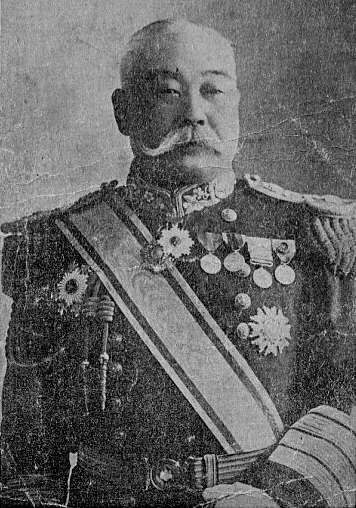
Viejo Inoue Yoshika.

El almirante mariscal vizconde Inoue Yoshika (井上 良馨 en japonés) (3 de noviembre de 1845 - 22 de marzo de 1929) fue un oficial de carrera naval y almirante de la Armada Imperial Japonesa durante la Era Meiji.

## Biografía
Nacido en lo que ahora es parte de la ciudad de Kagoshima, como el hijo de un samurái adherente del Dominio de Satsuma, Inoue participó en la Guerra Anglo-Satsuma en su juventud. A pesar de haber sido gravemente herido por un shrapnel en su muslo izquierdo por los combates, quedó muy impresionado por el poder del fuego de la Marina Real y la cantidad de daños materiales que sólo unos pocos buques pudieron infligir a Kagoshima. En la recuperación, se alistó en la armada de Satsuma, y presente en todos los compromisos navales importantes asociados con la Guerra Boshin para derrocar el Shogunato Tokugawa, como comandante del buque de guerra de Satsuma Kasuga.
Después de la Restauración Meiji y de la disolución de diversas armadas feudales en el control del gobierno central, Inoue se reenrroló como teniente en la incipiente Armada Imperial Japonesa, sirviendo en el Ryūjō, levantándose al puesto de oficial ejecutivo por 1872, y volviendo al Kasuga otra vez como su capitán en 1874.
Inoue era un partidario de Saigō Takamori y su posición de seikanron frente a Corea. Al momento del Incidente de la isla Ganghwa (1875), Inoue era capitán del cañonero Un'yō y jugó un papel clave en los acontecimientos que condujeron a la apertura de Corea al comercio exterior ya las relaciones diplomáticas. Inoue entonces fue asignado a la nueva corbeta Seiki de la cual era el oficial principal que equipaba al encargado de supervisar su construcción. El Seiki fue el primer buque de guerra japonés de producción nacional.
A pesar de su admiración por Saigō y algunas preocupaciones que él podría desertar con el Seiki, Inoue permaneció leal al gobierno Meiji contra sus antiguos clanes de Satsuma durante la Rebelión de Satsuma. En octubre de 1877, Inoue fue asignado a tomar el Seiki en un viaje a Europa y viceversa. El Seiki pasó por el Canal de Suez, e hizo una llamada de puerto en Constantinopla, donde Inoue fue recibido en una audiencia por el sultán otomano, y finalmente llegó a Londres. El viaje fue aclamado en la prensa extranjera como un logro importante para Japón.
En su vuelta a Japón, Inoue capitaneó una amplia selección de naves en la marina japonesa, incluyendo al Azuma, Asama, Fusō y Kongō. Inoue fue promovido a Comandante en junio de 1882 y a contraalmirante el 15 de junio de 1886, y nombrado Director de la Oficina de Asuntos Navales poco después. Fue ennoblecido con el título de danshaku (barón) bajo el sistema de paridad kazoku el 24 de mayo de 1887.
Inoue se convirtió en primer comandante de la Academia Naval Imperial Japonesa el 16 de agosto de 1888. Se convirtió en comandante en jefe de la flota de preparación el 29 de julio de 1889 y vicealmirante y comandante en jefe del Distrito Naval de Sasebo el 12 de diciembre de 1892. Permaneció a cargo de las fuerzas de reserva, y por lo tanto no vio ningún combate durante la Primera guerra sino-japonesa de 1895. Fue comandante en jefe del Distrito Naval de Kure desde el 26 de febrero de 1896 hasta el 20 de mayo de 1900. En noviembre de 1900, fue galardonado con la Orden del Sagrado Tesoro, primera clase. Inoue fue comandante en jefe del Distrito Naval de Yokosuka desde el 20 de mayo de 1901 hasta el 14 de enero de 1905. Fue ascendido a almirante el 12 de diciembre de 1901. En noviembre de 1905, fue galardonado con el Gran Cordón de la Orden del Sol Naciente.
Después de la Guerra ruso-japonesa, Inoue fue elevado a shishaku (vizconde) el 21 de septiembre de 1907, y al rango ceremonial mayor de almirante de flota en su retiro el 31 de octubre de 1911. Después de retirarse, Inoue continuó ejerciendo influencia en la política naval, y fue un firme defensor de la ocupación y anexión de las Islas Carolinas durante la Primera Guerra Mundial.
Inoue murió en 1929. Su tumba está en su ciudad natal de Kagoshima.